# Zsoldosok krónikája
A Zsoldosok krónikája (eredeti cím: Vigilante Diaries) 2016-ban bemutatt amerikai akciófilm Christian Sesma rendezésében. A főbb szerepekben Paul Sloan, Quinton Rampage Jackson, Michael Jai White, Jason Mewes és Michael Madsen látható. A film a 2013-as, azonos című websorozat alapján készült. Általánosságban többnyire negatív visszajelzéseket kapott a kritikusoktól. 
A filmet 2016. június 24-én mutatták be a mozikban.

## Cselekmény
Miután számos rosszfiút, köztük örményeket is megölt, egy „Igazságosztó” néven ismert férfit körözi az örmény maffiafőnök, aki segítséget kap: magát az Igazságosztót is.

## Szereplők
| Szerep          | Színész                   | Magyar hang      |
| --------------- | ------------------------- | ---------------- |
| Az igazságosztó | Paul Sloan                | Király Attila    |
| Wolfman         | Quinton "Rampage" Jackson | Törköly Levente  |
| A kölyök        | Kevin L. Walker           | Moser Károly     |
| Barrington      | Michael Jai White         | Varga Rókus      |
| Michael Hanover | Jason Mewes               | Gacsal Ádám      |
| Moreau          | Michael Madsen            | Schneider Zoltán |
| Barry           | Mike Hatton               |                  |
| Nero            | Noel Gugliemi             |                  |
| Joe "Őrült Joe" | Danny Trejo               | Varga Tamás      |
| Mr. Hanover     | James Russo               |                  |
| Andreas         | Arman Nshanian            |                  |
| Raven           | Chasty Ballesteros        |                  |
| Tex-Mex         | Chavo Guerrero Jr.        |                  |
| Jade            | Jacqueline Lord           |                  |
| Red             | Jessica Uberuaga          | Törtei Tünde     |
| A kocka         | Mark Sherman              |                  |
| Swan            | Mary Christina Brown      |                  |
| Bass            | Gary LeRoi Gray           |                  |
| A nagymenő      | Steven Samblis            |                  |
| Kölyök 2.0      | Levy Tran                 |                  |

### Magyar változat
- Magyar szöveg: Bán Szilvia
- Hangmérnök és vágó: Csuka Marcell
- Gyártás- és produkciós vezető: Gyarmati Zsolt
- Szinkronrendező: Dögei Éva

A szinkront a Masterfilm Digital készítette el.

## A film készítése
A Zsoldosok krónikája egy websorozatból indult, amelynek főszereplői Jason Mewes, Paul Sloan, Kevin L. Walker és Jacqueline Lord voltak. A sorozat finanszírozása részben a Chill nevű crowdfunding weboldalon keresztül történt, és a sorozat 2014-ben került adásba az USA Network csatornán, de mindössze hét epizód után törölték. 2014-ben elkezdődött egy film forgatása, amelyben Mewes, Walker és Sloan visszatért. A további színészek között szerepelt Quinton Rampage Jackson, Michael Madsen, Michael Jai White és Noel Gugliemi. Chavo Guerrero profi pankrátor Tex-Mexet játszotta, aki Sal Guerrero néven szerepelt. 

## Bemutató
A film nemzetközi forgalmazását a CineTel Films végezte. 2016. június 24-én mutatták be a mozikban, 2016. július 5-én VOD platformon, DVD-n és Blu-ray lemezen is megjelent. Az Anchor Bay Entertainment kezelte a DVD amerikai forgalmazási jogait.

## Fogadtatás
A film általánosságban negatív visszajelzéseket kapott a kritikusoktól. A Rotten Tomatoes weboldalon 17%-os értékelést szerzett 6 kritika alapján, az átlagos értékelése 4,1 pont a 10-ből. A Los Angeles Times kritikusa a következőket írta: „a Zsoldosok krónikája sosem emelkedik feljebb annál, ami: egy rakás frenetikus lövöldözés és harci jelenet, amelyeket nem terhel a cselekmény.” Edward Douglas, a Film Journal International munkatársa szerint: „A szokásos videojátékok szintjét el nem érő forgatókönyv és rendezés egy szinte nézhetetlen akcióthrillert eredményez”. Kam Williams a Baret News Wire-tól a következőket írta a filmről: „Annak ellenére, hogy ennek a magas oktánszámú thrillernek soha nem volt semmi értelme, be kell vallanom, az elejétől a végéig fogva tartott, pusztán a szűnni nem akaró vizuális felvételek túlstimuláló ereje miatt”.